# لوسيوس فلويد
لوسيوس فلويد (بالإنجليزية: Lucius Floyd)‏ هو لاعب كرة القدم الكندية أمريكي، ولد في 7 سبتمبر 1966 في إنغليووود في الولايات المتحدة.